# Тёрнер, Лесли
Лесли-Розмари Тёрнер АМ (англ. Lesley Rosemary Turner, в замужестве Боури, Bowrey; род. 16 августа 1942, Транджи, Новый Южный Уэльс) — австралийская теннисистка и теннисный тренер.
- Двукратная победительница чемпионата Франции (1963, 1965) в одиночном разряде
- 11-кратная победительница турниров Большого шлема в женском и смешанном парном разряде, обладательница карьерного Большого шлема в женских парах
- Двукратная обладательница (1964, 1965) Кубка Федерации в составе сборной Австралии
- Член Зала спортивной славы Австралии с 1985 и Международного зала теннисной славы с 1997 года, лаурат премии Сары Палфри-Данциг (1997)

## Спортивная карьера
Пик карьеры Лесли Тёрнер пришёлся на «золотой век» австралийского тенниса, продолжавшийся с начала 1960-х до начала 1970-х годов. В период с 1961 по 1967 годы она выиграла семь турниров Большого шлема в женских парах и четыре в миксте. В женском парном разряде большинство её успехов были достигнуты в паре с Маргарет Смит (в замужестве Корт), а в смешанных парах — с Фредом Столлом, зачастую в соперничестве со Смит. Именно Тёрнер и Столл на Уимблдонском турнире 1964 года прервали серию из шести подряд побед, одержанных Маргарет Смит в турнирах Большого шлема в смешанном парном разряде. Самой длинной победной серией в карьере самой Тёрнер стали три титула подряд в турнирах Большого шлема в женских парах, завоёванные в том же 1964 году — первая победа была одержана на чемпионате Австралии с Джуди Тегарт, а затем к ней добавились две в паре со Смит. Австралийской паре не хватило для завоевания календарного Большого шлема всего одного сета — в финале чемпионата США её со счётом 3-6, 6-2, 6-4 переиграли американки Билли-Джин Моффитт и Карен Сасман. Тем не менее в 1964 году Тёрнер успешно завершила завоевание карьерного Большого шлема в женских парах, так как свой первый титул на чемпионате США она завоевала ещё в 1961 году с Дарлин Хард.
Хотя главные успехи Тёрнер приходились на парный разряд, она заставляла считаться с собой и в одиночном, между 1962 и 1967 годами шесть раз добравшись до финала турниров Большого шлема и дважды — на чемпионате Франции 1963 и 1965 годов — одержав победу. В 1967 и 1968 годах она также становилась победительницей чемпионата Италии в одиночном разряде. В ежегодном рейтинге десяти сильнейших теннисисток мира, составлявшемся газетой Daily Telegraph, Тёрнер заняла вторую строчку в 1963 году и третью — в следующие два года. С 1963 года — первого года проведения теннисного Кубка Федерации — она представляла в нём сборную Австралии. С австралийской командой Лесли трижды подряд доходила до финала Кубка Федерации, дважды (в 1964 и 1965 годах) завоевав этот трофей после побед над соперницами из США.
Ненадолго покинув большой спорт в 1970 году, Лесли Тёрнер (вышедшая в 1968 году замуж за австралийского теннисиста Билла Боури и выступавшая с тех пор под двойной фамилией) затем вернулась на корт и продолжала играть до 1972 года. После нового перерыва она снова появилась в теннисных турнирах в 1975 году и выступала до 1978 года, за это время успев дважды дойти до финалов турниров Большого шлема (Открытого чемпионата Австралии 1976 года и Открытого чемпионата Франции 1978 года) с более молодыми партнёршами.
С 1994 по 2001 год Лесли Тёрнер-Боури была капитаном сборной Австралии в Кубке Федерации. Она также тренировала одну из ведущих австралийских теннисисток нового поколения Елену Докич в течение двух отдельных периодов — с 15 до 19-летнего возраста и после её возвращения на корт в конце 2005 года. В 1985 году её имя было включено в списки Зала спортивной славы Австралии, а в 1997 году — в списки Международного зала теннисной славы, в том же году став лауреатом премии Сары Палфри-Данциг, присуждаемой Ассоциация тенниса Соединённых Штатов за «характер, спортивное поведение и вклад в развитие игры». В 2009 году она была произведена в члены Ордена Австралии за заслуги перед теннисом.

## Финалы турниров Большого шлема за карьеру (28)

### Одиночный разряд (2+4)
| Результат | Год  | Турнир                  | Соперница в финале | Счёт в финале |
| --------- | ---- | ----------------------- | ------------------ | ------------- |
| Поражение | 1962 | Чемпионат Франции       | Маргарет Смит      | 3-6, 6-3, 5-7 |
| Победа    | 1963 | Чемпионат Франции       | Энн Хейдон-Джонс   | 2-6, 6-3, 7-5 |
| Поражение | 1964 | Чемпионат Австралии     | Маргарет Смит      | 3-6, 2-6      |
| Победа    | 1965 | Чемпионат Франции (2)   | Маргарет Смит      | 6-3, 6-4      |
| Поражение | 1967 | Чемпионат Австралии (2) | Нэнси Ричи         | 1-6, 4-6      |
| Поражение | 1967 | Чемпионат Франции (2)   | Франсуаза Дюрр     | 6-4, 3-6, 4-6 |

### Женский парный разряд (7+6)
| Результат | Год  | Турнир                           | Партнёр         | Соперницы в финале                      | Счёт в финале |
| --------- | ---- | -------------------------------- | --------------- | --------------------------------------- | ------------- |
| Победа    | 1961 | Чемпионат США                    | Дарлин Хард     | Эдда Будинг Йола Рамирес                | 6-4, 5-7, 6-0 |
| Поражение | 1963 | Чемпионат Австралии              | Джен Лехейн     | Маргарет Смит Робин Эбберн              | 1-6, 3-6      |
| Победа    | 1964 | Чемпионат Австралии              | Джуди Тегарт    | Маргарет Смит Робин Эбберн              | 6-4, 6-4      |
| Победа    | 1964 | Чемпионат Франции                | Маргарет Смит   | Норма Байлон Хельга Шульце              | 6-3, 6-1      |
| Победа    | 1964 | Уимблдонский турнир              | Маргарет Смит   | Билли-Джин Моффитт Карен Сасман         | 7-5, 6-2      |
| Поражение | 1964 | Чемпионат США                    | Маргарет Смит   | Билли-Джин Моффитт Карен Сасман         | 6-3, 2-6, 4-6 |
| Победа    | 1965 | Чемпионат Австралии (2)          | Маргарет Смит   | Билли-Джин Моффитт Робин Эбберн         | 1-6, 6-2, 6-3 |
| Победа    | 1965 | Чемпионат Франции (2)            | Маргарет Смит   | Франсуаза Дюрр Жанин Льеффриг           | 6-3, 6-1      |
| Поражение | 1966 | Чемпионат Австралии (2)          | Маргарет Смит   | Кэрол Колдуэлл-Гребнер Нэнси Ричи       | 4-6, 5-7      |
| Победа    | 1967 | Чемпионат Австралии (3)          | Джуди Тегарт    | Лоррейн Кохлан Эвелин Терра             | 6-0, 6-2      |
| Поражение | 1968 | Чемпионат Австралии (3)          | Джуди Тегарт    | Карен Кранчке Керри Мелвилл             | 4-6, 6-3, 2-6 |
| Поражение | 1976 | Открытый чемпионат Австралии (4) | Рената Томанова | Ивонн Гулагонг-Коули Хелен Гурлей-Коули | 1-8           |
| Поражение | 1978 | Открытый чемпионат Франции       | Гейл Ловера     | Вирджиния Рузичи Мима Яушовец           | 7-5, 4-6, 6-8 |

### Смешанный парный разряд (4+5)
| Результат | Год  | Турнир                  | Партнёр       | Соперники в финале        | Счёт в финале |
| --------- | ---- | ----------------------- | ------------- | ------------------------- | ------------- |
| Победа    | 1961 | Уимблдонский турнир     | Фред Столл    | Эдда Будинг Боб Хоу       | 11-9, 6-2     |
| Победа    | 1962 | Чемпионат Австралии     | Фред Столл    | Дарлин Хард Роджер Тейлор | 6-3, 9-7      |
| Поражение | 1962 | Чемпионат Франции       | Фред Столл    | Рене Схюрман Боб Хоу      | 6-3, 4-6, 4-6 |
| Поражение | 1962 | Чемпионат США           | Фрэнк Фрёлинг | Маргарет Смит Фред Столл  | 5-7, 2-6      |
| Поражение | 1963 | Чемпионат Австралии     | Фред Столл    | Маргарет Смит Кен Флетчер | 5-7, 7-5, 4-6 |
| Поражение | 1963 | Чемпионат Франции (2)   | Фред Столл    | Маргарет Смит Кен Флетчер | 1-6, 2-6      |
| Поражение | 1964 | Чемпионат Франции (3)   | Фред Столл    | Маргарет Смит Кен Флетчер | 3-6, 6-4, 6-8 |
| Победа    | 1964 | Уимблдонский турнир (2) | Фред Столл    | Маргарет Смит Кен Флетчер | 6-4, 6-4      |
| Победа    | 1967 | Чемпионат Австралии (2) | Оуэн Дэвидсон | Джуди Тегарт Тони Роч     | 9-7, 6-4      |

## Финалы Кубка Федерации (2+1)
| Результат | Год  | Место проведения       | Команда                                  | Соперник в финале                       | Счёт |
| --------- | ---- | ---------------------- | ---------------------------------------- | --------------------------------------- | ---- |
| Поражение | 1963 | Лондон, Великобритания | Австралия М. Смит, Л. Тёрнер             | США Б.-Дж. Моффитт, Д. Хард             | 1:2  |
| Победа    | 1964 | Филадельфия, США       | Австралия М. Смит, Л. Тёрнер             | США Б.-Дж. Моффитт, Н. Ричи, К. Сасман  | 2:1  |
| Победа    | 1965 | Мельбурн, Австралия    | Австралия М. Смит, Дж. Тегарт, Л. Тёрнер | США К. Колдуэлл-Гребнер, Б.-Дж. Моффитт | 2:1  |